# U-970
Unterseeboot 970 foi um submarino alemão do Tipo VIIC, pertencente a Kriegsmarine que atuou durante a Segunda Guerra Mundial.

## Comandantes
| Comandante                  | Data                                     |
| --------------------------- | ---------------------------------------- |
| Kptlt. Hans-Heinrich Ketels | 25 de março de 1943 - 7 de junho de 1944 |

## Subordinação
Durante o seu tempo de serviço, esteve subordinado às seguintes flotilhas:
| Período                                       | Flotilha                                  |
| --------------------------------------------- | ----------------------------------------- |
| 25 de março de 1943 - 29 de fevereiro de 1944 | 5. Unterseebootsflottille (treinamento)   |
| 1 de março de 1944 - 7 de junho de 1944       | 3. Unterseebootsflottille (serviço ativo) |